# أوم جي وون
أوم جي وون (بالكورية: 엄지원)‏ (مواليد 25 ديسمبر 1977) هي ممثلة كورية جنوبية. 

## الحياة الشخصية
بدأت أوم في مواعدة المهندس المعماري أوه يونغ ووك في عام 2013، أوه هو مؤسس شركة الهندسة المعمارية المعروفة ogisadesign d'espacio، وقد نشر أيضًا العديد من الكتب حول السفر والفن. تزوجا في 27 مايو 2014 في فندق شيلا في سول.

## الأعمال

### أفلام
| السنة | العنوان | الدور     |
| ----- | ------- | --------- |
| 2013  | أمل     | كيم مي هي |
| 2023  | جونغ إي | لي سي يون |

### مسلسلات
| السنة | العنوان                         | الدور        | م.          |
| ----- | ------------------------------- | ------------ | ----------- |
| 2020  | الملعون                         | إيم جين هي   |             |
| 2020  | مركز رعاية ما بعد الولادة       | اوه هيون جين |             |
| 2022  | نساء صغيرات                     | وون سانغ اي  | [ 7 ]       |
| 2023  | متدربة بدم بارد                 | تشوي جي وون  | [ 8 ] [ 9 ] |
| 2025  | لأجل الاخوة النسر               | ما كوانغ سوك | [ 10 ]      |
| 2025  | عندما تمنحك الحياة ثمار اليوسفي | نا مين اوك   |             |
| 2025  | عزيزي هونغرانغ                  | مين يون أوي  | [ 11 ]      |

## روابط خارجية
- أوم جي وون على موقع IMDb (الإنجليزية)
- أوم جي وون على موقع قاعدة بيانات الفيلم (الإنجليزية)